# Unité urbaine d'Esbly
L'unité urbaine d'Esbly est une ancienne unité urbaine française centrée sur Esbly.

## Données globales
En 2010, selon l'INSEE, l'unité urbaine d'Esbly était composée de douze communes situées dans le département de Seine-et-Marne, plus précisément dans l'arrondissement de Meaux pour onze communes et dans l'arrondissement de Torcy pour une commune (Coupvray).
Dans le nouveau zonage de 2020, l'unité urbaine est incluse dans l'unité urbaine de Bailly-Romainvilliers.

## Délimitation de l'unité urbaine de 2010
En 2010, l'INSEE a procédé à une révision des délimitations des unités urbaines de la France ; celle d'Esbly a été élargie de quatre communes, (Coutevroult, Crécy-la-Chapelle, Villiers-sur-Morin  et Voulangis), et est  maintenant composée de douze communes urbaines au lieu de huit lors du recensement de 1999.
Liste des communes de l'unité urbaine d'Esbly selon la nouvelle délimitation de 2010 et population municipale (Liste établie par ordre alphabétique).
| Nom                     | Code Insee | Statut | Superficie (km2) | Population (dernière pop. légale) | Densité (hab./km2) |
| ----------------------- | ---------- | ------ | ---------------- | --------------------------------- | ------------------ |
| Esbly (siège)           | 77171      |        | 3,12             | 6 224 (2014)                      | 1 995              |
| Condé-Sainte-Libiaire   | 77125      |        | 2,15             | 1 410 (2014)                      | 656                |
| Couilly-Pont-aux-Dames  | 77128      |        | 4,75             | 2 181 (2014)                      | 459                |
| Coupvray                | 77132      |        | 8,09             | 2 815 (2014)                      | 348                |
| Coutevroult             | 77141      |        | 7,08             | 1 070 (2014)                      | 151                |
| Crécy-la-Chapelle       | 77142      |        | 15,78            | 4 270 (2014)                      | 271                |
| Isles-lès-Villenoy      | 77232      |        | 6,97             | 923 (2014)                        | 132                |
| Montry                  | 77315      |        | 2,86             | 3 531 (2014)                      | 1 235              |
| Quincy-Voisins          | 77382      |        | 10,33            | 5 132 (2014)                      | 497                |
| Saint-Germain-sur-Morin | 77413      |        | 4,81             | 3 558 (2014)                      | 740                |
| Villiers-sur-Morin      | 77521      |        | 6,28             | 1 922 (2014)                      | 306                |
| Voulangis               | 77529      |        | 9,58             | 1 539 (2014)                      | 161                |

## Évolution démographique
Le tableau ci-dessous présente l'évolution démographique de l'unité urbaine d'Esbly dans ses limites de 2010.
| 1968   | 1975   | 1982   | 1990   | 1999   | 2006   | 2011   | 2014   |
| ------ | ------ | ------ | ------ | ------ | ------ | ------ | ------ |
| 11 508 | 17 742 | 20 973 | 25 481 | 29 329 | 31 759 | 33 682 | 34 575 |

## Sources
1. ↑  Composition de l'unité urbaine de Meaux en 2010 - Source : Insee
2. ↑  « Unité urbaine 2020 de Bailly-Romainvilliers (77501). », sur Insee (consulté le 10 mai 2022)
3. ↑  Se reporter au volet "Agglomérations et villes principales de Seine-et-Marne" sur le splaf - Seine-et-Marne
4. ↑  Population légale des communes du département de Seine-et-Marne en 2011
5. ↑  Évolution démographique de l'unité urbaine d'Esbly selon le périmètre de 2010